# Johannes Cotto
Johannes Cotto (em inglês:  John Cotton, literalmente "João Algodão"; fl. c. 1100), também chamado de Johannes Afflighemensis, foi um teórico da música, provavelmente de origem inglesa, que, com grande probabilidade, vivia no que é hoje o sul da Alemanha ou a Suíça. Escreveu um dos mais influentes tratados sobre música da Idade Média e que já continha instruções muito precisas, algo raro, para composição do canto e do organum.

## Vida
Quase nada se sabe sobre sua vida e até mesmo sua identidade é tema de controvérsia entre os estudiosos. Com base na dedicação que ele fez em seu tratado, acreditava-se que ele teria vindo da Lorena ou de Flandres, mas outras evidências mais recentes sugerem que ele pode ter sido um John Cotton da Inglaterra que trabalhou sob a direção de um abade chamado Fulgêncio em ou perto de St. Gallen (na moderna Suíça). Entre as mais persuasivas evidências está o seu conhecimento das peculiaridades do canto da região, algumas wikt:idiossincrasias na notação, típicas do sul da Alemanha, e sua utilização de nomes modais gregos antigos, como o modo frígio ou o modo mixolídio, algo que era feito principalmente na Alemanha.

## Obras e influência
Sua "De musica" foi um dos mais copiados e distribuídos tratados musicais do período medieval, com algumas cópias ainda sendo feitas depois de 1400. Muito provavelmente escrita por volta de 1100, seus comentários, exemplos e sugestões correspondem de forma muito próxima com a música da Escola de São Marcial, do Codex Calixtinus e do material no tratado "Ad organum faciendum" (conhecido como "Tratado de Milão"), todos da mesma época.
"De musica" está dividido em vinte e sete capítulos e trata de uma ampla gama de tópicos musicais. Ao contrário de muitos tratados medievais, Johannes evita especulações metafísicas e a obra funciona como um guia prático para um músico profissional. Muito do material é baseado em Guido de Arezzo, Boécio, Odão de Clúnia, Isidoro de Sevilha e Hermannus Contractus.
Depois de capítulos sobre notação grega, timbre musical, os efeitos morais e éticos dos modos musicais e composição de cantos, o tratando inclui uma seção de grande interesse para os estudiosos modernos: uma detalhada descrição sobre como compor um organum. A maior parte de seus exemplos são de nota-contra-nota e demonstram como terminar numa quinta ou oitava através de bom uso da voz; ele enfatiza a importância do movimento contrário, uma prática que difere do organum paralelo comum nos séculos anteriores (embora já reflita uma prática corrente na sua época; como são raros os manuscritos sobreviventes do século XI, é difícil saber quando se deu a mudança).
Uma passagem em "De musica" que atraiu muita atenção é sua descrição de um organum cantado com diversas notas na voz organal versus uma no canto subjacente, um dos mais antigos exemplos de polifonia escapando da rígida composição de nota contra nota.
Johannes pode ter sido compositor, mas nenhuma música atribuída a ele sobreviveu. Suas instruções para compor melodias, com passos cuidadosos e práticos envolvendo ritmo, posição das notas altas e baixas e o uso de figurações reconhecíveis em diferentes níveis de altura sugerem que ele tinha alguma experiência em composição.